# جناس مذیل
جناس مُذَیَّل (به معنی دامن‌دار)، متوج، یا مختلف‌الآخر، در آرایه‌های ادبی از انواع جناس افزایشی است که یک حرف به آخر یکی از ارکان افزوده می‌شود، مانند «سوا» و «سوانح».

## انواع
جناس مزیل چهار نوع است:
- یکی از متجانسین نسبت به دیگری یک مصوت کوتاه «ه» اضافه دارد، مانند نام و نامه.
- یکی از متجانسین نسبت به دیگری یک مصوت بلند اضافه دارد، مانند «ساق و ساقی».
- یکی از متجانسین نسبت به دیگری یک صامت اضافه دارد، مانند «سر و سرد» یا «سر و سرو».
- یکی از متجانسین نسبت به دیگری یک مجموعه صامت و مصوت اضافه دارد، که دو نوع است:
  - مصوت کوتاه است، مانند «دار و دارم».
  - مصوت بلند است، مانند «سر و سراب».